# Unabhängigkeitsreferendum in Neukaledonien 2021

Emblem Neukaledoniens

Am 12. Dezember 2021 wurde ein Referendum in Neukaledonien durchgeführt, bei dem die Stimmberechtigten über die Frage zu entscheiden hatten, ob Neukaledonien ein eigener, von Frankreich unabhängiger Staat werden sollte. Es war seit 2018 das dritte Referendum  zu dieser Thematik. Wie zuvor lehnte die Mehrheit eine Unabhängigkeit ab. Im Gegensatz zu den beiden vorangegangenen Referenden hatten die Unabhängigkeitsbefürworter dieses Mal zum Boykott der Abstimmung aufgerufen, da sie mit dem Wahltermin nicht einverstanden waren und die Umfragen ein erneutes „Nein“ für die Unabhängigkeit prognostizierten. Die Wahlbeteiligung lag mit 43,9 % nur etwa halb so hoch wie bei den früheren Referenden.

## Vorgeschichte
Nach dem 1998 unterzeichneten Abkommen von Nouméa waren maximal drei Referenden über eine mögliche Unabhängigkeit Neukaledoniens vorgesehen. Die ersten beiden Referenden gingen für die Befürworter der Unabhängigkeit verloren. Beim ersten Referendum am 4. November 2018 stimmten 43,33 % der Wähler für die Unabhängigkeit und beim zweiten Referendum am 4. Oktober 2020 waren es 46,74 %.
Am 8. April 2021 stellten die im neukaledonischen Kongress (Congrès de la Nouvelle-Calédonie) vertretenen beiden Fraktionen der Unabhängigkeitsbefürworter der FLNKS, die Union nationale pour l'indépendance (UNI) und die Union calédonienne (UC), den Antrag, dass ein weiteres Unabhängigkeitsreferendum abgehalten werden solle. Nach dem Abkommen von Nouméa war ein solches Referendum abzuhalten, wenn es von mindestens einem Drittel der Abgeordneten im Kongress verlangt wurde. Ursprünglich hatten die UNI und UC einen Termin im September 2022 anvisiert. Aus Sorge vor einem Wahlsieg von Marine Le Pen bei der französischen Präsidentschaftswahl im April 2022 gab es Überlegungen in der UNI, den Abstimmungstermin schon im Jahr 2021 anzusetzen. Allerdings schien unsicher, ob dies angesichts der COVID-19-Pandemie zu realisieren war.
Die Loyalisten, d. h. die Anhänger einer staatlichen Verbindung mit Frankreich, beispielsweise von der Avenir en Confiance (AEC) lehnten das Referendum grundsätzlich ab, da es die neukaledonische Gesellschaft spalte und nicht voranbringe.
Nach einwöchigen Gesprächen mit Unabhängigkeitsbefürwortern und Loyalisten setzte die französische Regierung den Termin für das Referendum auf den 12. Dezember 2021 fest. Der französische Minister für die Überseegebiete, Sébastien Lecornu, erklärte, dass es „im allgemeinen Interesse [läge], das Referendum so schnell wie möglich durchzuführen“. Lecornu kündigte außerdem an, dass es in Abhängigkeit vom Ausgang des Referendums eine Übergangsphase bis zum 30. Juni 2023 geben werde, in der dann entweder die Verbindung zwischen der Französischen Republik und dem neuen unabhängigen Staat geklärt oder die bisherigen Institutionen Neukaledoniens innerhalb des französischen Staatsverbunds überarbeitet werden müssten. Bereits im Februar 2021 hatte Lecornu vor den Folgen einer unvorbereiteten Unabhängigkeit, die „katastrophal“ sein würden, gewarnt. Außerdem brachte er eine Änderung des Status Neukaledoniens ins Gespräch, wenn die Neukaledonier „ihren Wunsch, französisch zu bleiben, zum dritten Mal bestätigen würden“. Die UC, die als einzige Vertreterin der Unabhängigkeitsbefürworter an den Gesprächen teilgenommen hatte, erklärte allerdings, dass sie sich durch die Äußerungen Lecornus nicht gebunden fühle, da diese nicht im Konsens beschlossen worden seien. Am 4. Juni 2021 lehnte die UNI den dekretierten Referendumstermin als zu früh ab und forderte ein Referendum im September 2022.
Der neukaledonische Kongress stimmte am 23. Juni 2021 konsultativ über die Regierungsvorlage zur Abhaltung des Referendums am 12. Dezember 2021 ab. Von den 56 Abgeordneten stimmten 28 dafür (darunter die loyalistischen Abgeordneten, aber auch die vier Abgeordneten von L'Éveil océanien, einer Partei der Einwanderer von Wallis und Futuna). 14 Abgeordnete aus der UNI stimmten dagegen und 12 enthielten sich (hauptsächlich aus der UC).
Am 23. September 2021 gab die mit der Organisation des Referendums betraute Kommission bekannt, dass die folgenden Gruppierungen für die offizielle Wahlkampfkampagne zugelassen wurden:
- Groupement Union nationale pour l’indépendance
- Parti travailliste
- Gruppe der UC-FLNKS mit den Nationalisten
- L’Eveil océanien.
- Calédonie ensemble
- Voix du Non 1, 2 und 3

Die ersten vier Gruppierungen traten für die Unabhängigkeit ein, die beiden letztgenannten waren dagegen.

## Frage des Referendums
Die Abstimmungsfrage ist dieselbe wie bei den Referenden 2018 und 2020:

« Voulez-vous que la Nouvelle-Calédonie accède à la pleine souveraineté et devienne indépendante ? »

„Wollen Sie, dass Neukaledonien volle Souveränität erlangt und unabhängig wird?“

## Abstimmungsberechtigung
Wie bei den vorangegangenen beiden Refendenden hatten nicht alle Bewohner Neukaledoniens, die bei französischen Präsidentschafts-, Parlaments- und Europawahlen wahlberechtigt waren, auch die Abstimmungsberechtigung beim Referendum. Die allgemeine Wählerliste (Liste électorale générale, LEG) enthielt 220.279 Wahlberechtigte, während die Wählerliste für das Referendum (Liste électorale spéciale à la consultation, LESC) 185.004 Wahlberechtigte aufwies. Etwa 35.000 Personen, die bei allgemeinen Wahlen abstimmungsberechtigt waren, durften daher nicht beim Referendum abstimmen.
Nach den Bestimmungen, die im Abkommen von Nouméa ausgehandelt worden waren, musste für eine Aufnahme in die LESC neben der Eintragung in die LEG noch mindestens eine der folgenden Bedingungen erfüllt sein:
- Der Wähler musste bei der Volksabstimmung vom 8. November 1998 prinzipiell abstimmungsberechtigt gewesen sein. Wenn er zu diesem Zeitpunkt nicht die Wohnsitzvoraussetzung für die Abstimmungsteilnahme erfüllte, hatte er nachzuweisen, dass seine Abwesenheit auf familiäre, berufliche oder medizinische Gründe zurückzuführen war.
- Ein Elternteil musste in Neukaledonien geboren sein und dort den Lebensmittelpunkt haben.
- Der Wähler musste bis zum 31. Dezember 2014 einen ununterbrochenen Wohnsitz von 20 Jahren in Neukaledonien nachweisen können.
- Der Wähler musste vor dem 1. Januar 1989 geboren sein und von 1988 bis 1998 seinen Wohnsitz in Neukaledonien gehabt haben.
- Wenn der Wähler nach dem 1. Januar 1989 geboren wurde, musste er mindestens einen Elternteil haben, der die Bedingungen für die Teilnahme an der Volksbefragung vom 8. November 1998 erfüllte.

Insgesamt zeigte sich, dass die Zahl der Abstimmungsberechtigten seit 2018 merklich zugenommen hatte:
|                   | LESC 4. Nov. 2018 | LESC 4. Okt. 2020 | LESC 5. Okt. 2021 | Zunahme 2018–2021 | in Prozent 2018–2021 |
| ----------------- | ----------------- | ----------------- | ----------------- | ----------------- | -------------------- |
| Province Sud      | 112.711           | 117.379           | 120.705           | +7.994            | +7,09 %              |
| Province Nord     | 040.048           | 041.349           | 042.132           | +2.084            | +5,20 %              |
| Province des îles | 021.406           | 022.071           | 022.167           | +761              | +3,56 %              |
| Gesamt            | 174.165           | 180.799           | 185.004           | +10.839           | +6,22 %              |

## Abstimmungsergebnis
Eine klare Mehrheit der abgegebenen Stimmen lehnte die Unabhängigkeit ab. Allerdings war die Beteiligung der Bevölkerung in den Provinzen „Nord“ und „des îles“ sehr gering. 75.720 Wähler stimmten mit „Nein“ und 2.747 mit „Ja“, während sich 103.483 Personen enthalten haben.

### Ergebnisse in den Provinzen
|                  | Nein   | Ja     | Beteiligung |
| ---------------- | ------ | ------ | ----------- |
| Südprovinz       | 96,9 % | 3,1 %  | 60,6 %      |
| Nordprovinz      | 93,5 % | 6,5 %  | 16,6 %      |
| Loyalitätsinseln | 85,6 % | 14,4 % | 4,5 %       |
| Gesamt           | 96,5 % | 3,5 %  | 43,9 %      |

### Ergebnisse in den Gemeinden
| Provinz                                                          | Gemeinde      | Wahl- berechtigte | Beteiligung | Beteiligung | Ungültige Stimmzettel | Ungültige Stimmzettel | Leere Stimmzettel | Leere Stimmzettel | Gültige Stimmzettel | Gültige Stimmzettel | Ja    | Ja      | Nein   | Nein     |
| Provinz                                                          | Gemeinde      | Wahl- berechtigte | Zahl        | in %        | Zahl                  | in %                  | Zahl              | in %              | Zahl                | in %                | Zahl  | in%     | Zahl   | in %     |
| ---------------------------------------------------------------- | ------------- | ----------------- | ----------- | ----------- | --------------------- | --------------------- | ----------------- | ----------------- | ------------------- | ------------------- | ----- | ------- | ------ | -------- |
| Nordprovinz                                                      | Belep         | 930               | 6           | 0,65 %      | -                     | 0,00 %                | -                 | 0,00 %            | 6                   | 100,00 %            | 2     | 33,33 % | 4      | 66,67 %  |
| Südprovinz                                                       | Boulouparis   | 2 893             | 1 799       | 62,18 %     | 32                    | 1,78 %                | 17                | 0,94 %            | 1 750               | 97,28 %             | 39    | 2,23 %  | 1 711  | 97,77 %  |
| Südprovinz                                                       | Bourail       | 4 152             | 2 548       | 61,37 %     | 59                    | 2,32 %                | 37                | 1,45 %            | 2 452               | 96,23 %             | 70    | 2,85 %  | 2 382  | 97,15 %  |
| Nordprovinz                                                      | Canala        | 3 551             | 49          | 1,38 %      | 3                     | 6,12 %                | 2                 | 4,08 %            | 44                  | 89,80 %             | 16    | 36,36 % | 28     | 63,64 %  |
| Südprovinz                                                       | Dumbéa        | 18 649            | 11 616      | 62,29 %     | 184                   | 1,58 %                | 157               | 1,35 %            | 11 275              | 97,06 %             | 350   | 3,10 %  | 10 925 | 96,90 %  |
| Südprovinz                                                       | Farino        | 596               | 511         | 85,74 %     | 7                     | 1,37 %                | 8                 | 1,57 %            | 496                 | 97,06 %             | 23    | 4,64 %  | 473    | 95,36 %  |
| Nordprovinz                                                      | Hienghène     | 2 479             | 29          | 1,17 %      | 5                     | 17,24 %               | 1                 | 3,45 %            | 23                  | 79,31 %             | 9     | 39,13 % | 14     | 60,87 %  |
| Nordprovinz                                                      | Houaïlou      | 3 710             | 259         | 6,98 %      | 8                     | 3,09 %                | 13                | 5,02 %            | 238                 | 91,89 %             | 43    | 18,07 % | 195    | 81,93 %  |
| Südprovinz                                                       | Ile des Pins  | 1 802             | 418         | 23,20 %     | 19                    | 4,55 %                | 4                 | 0,96 %            | 395                 | 94,50 %             | 55    | 13,92 % | 340    | 86,08 %  |
| Nordprovinz                                                      | Kaala-Gomen   | 1 734             | 302         | 17,42 %     | 5                     | 1,66 %                | 9                 | 2,98 %            | 288                 | 95,36 %             | 14    | 4,86 %  | 274    | 95,14 %  |
| Nordprovinz                                                      | Koné          | 4 500             | 1 261       | 28,02 %     | 28                    | 2,22 %                | 26                | 2,06 %            | 1 207               | 95,72 %             | 92    | 7,62 %  | 1 115  | 92,38 %  |
| Nordprovinz                                                      | Kouaoua       | 1 180             | 182         | 15,42 %     | 6                     | 3,30 %                | 4                 | 2,20 %            | 172                 | 94,51 %             | 26    | 15,12 % | 146    | 84,88 %  |
| Nordprovinz                                                      | Koumac        | 2 776             | 1 475       | 53,13 %     | 16                    | 1,08 %                | 15                | 1,02 %            | 1 444               | 97,90 %             | 37    | 2,56 %  | 1 407  | 97,44 %  |
| Südprovinz                                                       | La Foa        | 3 034             | 1 940       | 63,94 %     | 51                    | 2,63 %                | 29                | 1,49 %            | 1 860               | 95,88 %             | 86    | 4,62 %  | 1 774  | 95,38 %  |
| Loyalitätsinseln                                                 | Lifou         | 10 797            | 525         | 4,86 %      | 13                    | 2,48 %                | 10                | 1,90 %            | 502                 | 95,62 %             | 67    | 13,35 % | 435    | 86,65 %  |
| Loyalitätsinseln                                                 | Maré          | 6 937             | 256         | 3,69 %      | 10                    | 3,91 %                | 20                | 7,81 %            | 226                 | 88,28 %             | 42    | 18,58 % | 184    | 81,42 %  |
| Südprovinz                                                       | Moindou       | 794               | 418         | 52,64 %     | 8                     | 1,91 %                | 7                 | 1,67 %            | 403                 | 96,41 %             | 25    | 6,20 %  | 378    | 93,80 %  |
| Südprovinz                                                       | Mont-Dore     | 18 264            | 11 343      | 62,11 %     | 210                   | 1,85 %                | 214               | 1,89 %            | 10 919              | 96,26 %             | 424   | 3,88 %  | 10 495 | 96,12 %  |
| Südprovinz                                                       | Nouméa        | 52 819            | 33 888      | 64,16 %     | 377                   | 1,11 %                | 382               | 1,13 %            | 33 129              | 97,76 %             | 800   | 2,41 %  | 32 329 | 97,59 %  |
| Nordprovinz                                                      | Ouégoa        | 2 201             | 510         | 23,17 %     | 9                     | 1,76 %                | 5                 | 0,98 %            | 496                 | 97,25 %             | 10    | 2,02 %  | 486    | 97,98 %  |
| Loyalitätsinseln                                                 | Ouvéa         | 4 385             | 223         | 5,09 %      | 6                     | 2,69 %                | 7                 | 3,14 %            | 210                 | 94,17 %             | 26    | 12,38 % | 184    | 87,62 %  |
| Südprovinz                                                       | Païta         | 12 703            | 7 886       | 62,08 %     | 122                   | 1,55 %                | 132               | 1,67 %            | 7 632               | 96,78 %             | 263   | 3,45 %  | 7 369  | 96,55 %  |
| Nordprovinz                                                      | Poindimié     | 4 192             | 490         | 11,69 %     | 15                    | 3,06 %                | 9                 | 1,84 %            | 466                 | 95,10 %             | 48    | 10,30 % | 418    | 89,70 %  |
| Nordprovinz                                                      | Ponérihouen   | 2 675             | 161         | 6,02 %      | 5                     | 3,11 %                | 3                 | 1,86 %            | 153                 | 95,03 %             | 15    | 9,80 %  | 138    | 90,20 %  |
| Nordprovinz                                                      | Pouébo        | 2 386             | 34          | 1,42 %      | 1                     | 2,94 %                | -                 | 0,00 %            | 33                  | 97,06 %             | 7     | 21,21 % | 26     | 78,79 %  |
| Nordprovinz                                                      | Pouembout     | 1 545             | 732         | 47,38 %     | 15                    | 2,05 %                | 8                 | 1,09 %            | 709                 | 96,86 %             | 38    | 5,36 %  | 671    | 94,64 %  |
| Nordprovinz                                                      | Poum          | 1 438             | 109         | 7,58 %      | -                     | 0,00 %                | 3                 | 2,75 %            | 106                 | 97,25 %             | 4     | 3,77 %  | 102    | 96,23 %  |
| Nordprovinz                                                      | Poya Nord     | 2 216             | 604         | 27,26 %     | 17                    | 2,81 %                | 10                | 1,66 %            | 577                 | 95,53 %             | 35    | 6,07 %  | 542    | 93,93 %  |
| Südprovinz                                                       | Poya Sud      | 197               | 171         | 86,80 %     | -                     | 0,00 %                | -                 | 0,00 %            | 171                 | 100,00 %            | -     | 0,00 %  | 171    | 100,00 % |
| Südprovinz                                                       | Sarraméa      | 518               | 85          | 16,41 %     | 4                     | 4,71 %                | 3                 | 3,53 %            | 78                  | 91,76 %             | 8     | 10,26 % | 70     | 89,74 %  |
| Südprovinz                                                       | Thio          | 2 218             | 200         | 9,02 %      | 3                     | 1,50 %                | 3                 | 1,50 %            | 194                 | 97,00 %             | 17    | 8,76 %  | 177    | 91,24 %  |
| Nordprovinz                                                      | Touho         | 1 953             | 191         | 9,78 %      | 2                     | 1,05 %                | 4                 | 2,09 %            | 185                 | 96,86 %             | 9     | 4,86 %  | 176    | 95,14 %  |
| Nordprovinz                                                      | Voh           | 2 362             | 559         | 23,67 %     | 18                    | 3,22 %                | 9                 | 1,61 %            | 532                 | 95,17 %             | 27    | 5,08 %  | 505    | 94,92 %  |
| Südprovinz                                                       | Yaté          | 1 778             | 101         | 5,68 %      | 3                     | 2,97 %                | 2                 | 1,98 %            | 96                  | 95,05 %             | 20    | 20,83 % | 76     | 79,17 %  |
| Neukaledonien                                                    | Neukaledonien | 184 364           | 80 881      | 43,87 %     | 1 261                 | 1,56 %                | 1 153             | 1,43 %            | 78 467              | 97,02 %             | 2 747 | 3,50 %  | 75 720 | 96,50 %  |
| Quelle: Haut-commissariat de la République en Nouvelle-Calédonie |               |                   |             |             |                       |                       |                   |                   |                     |                     |       |         |        |          |